# Illa de Versalles

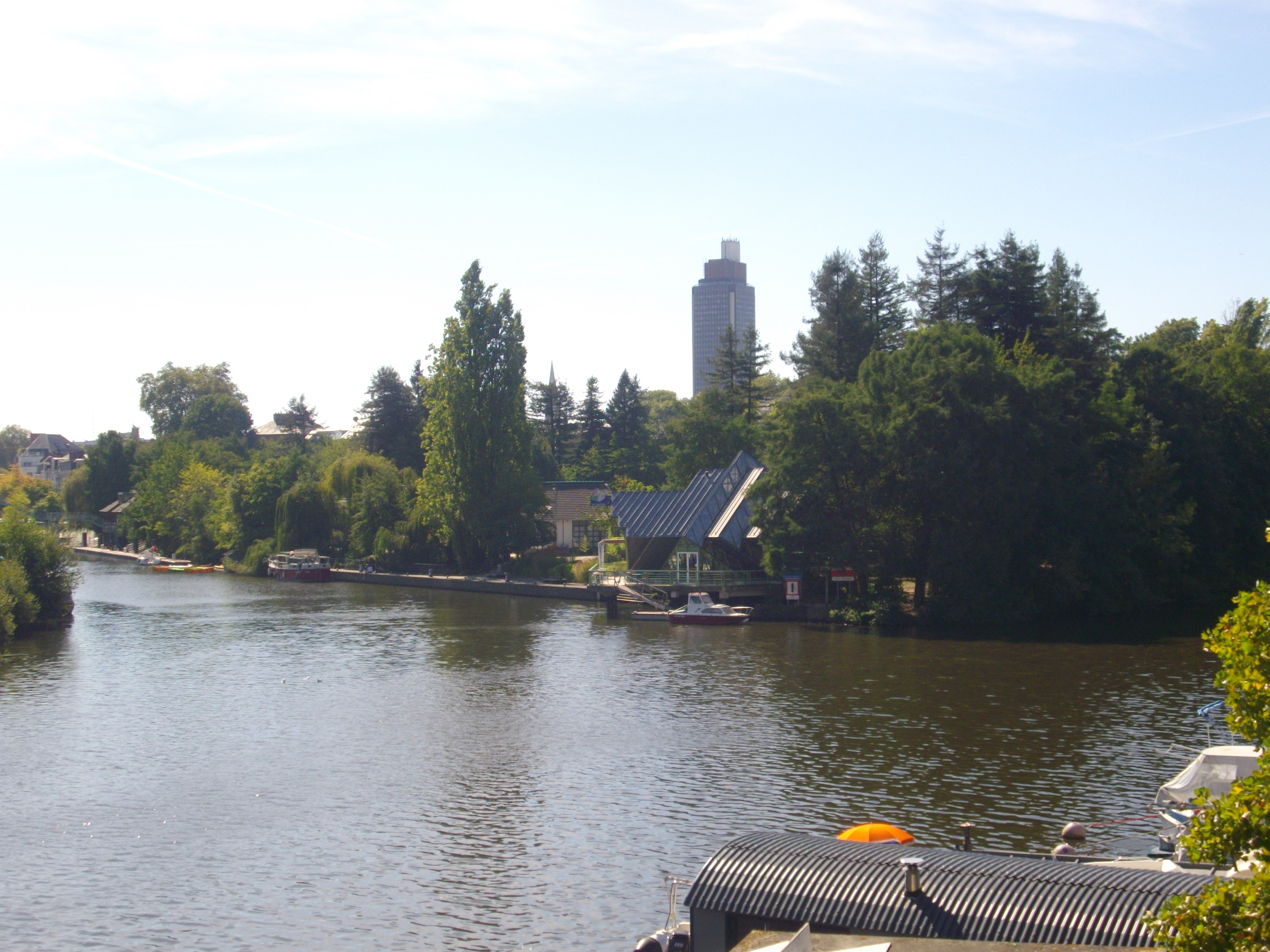
Illa de Versalles.

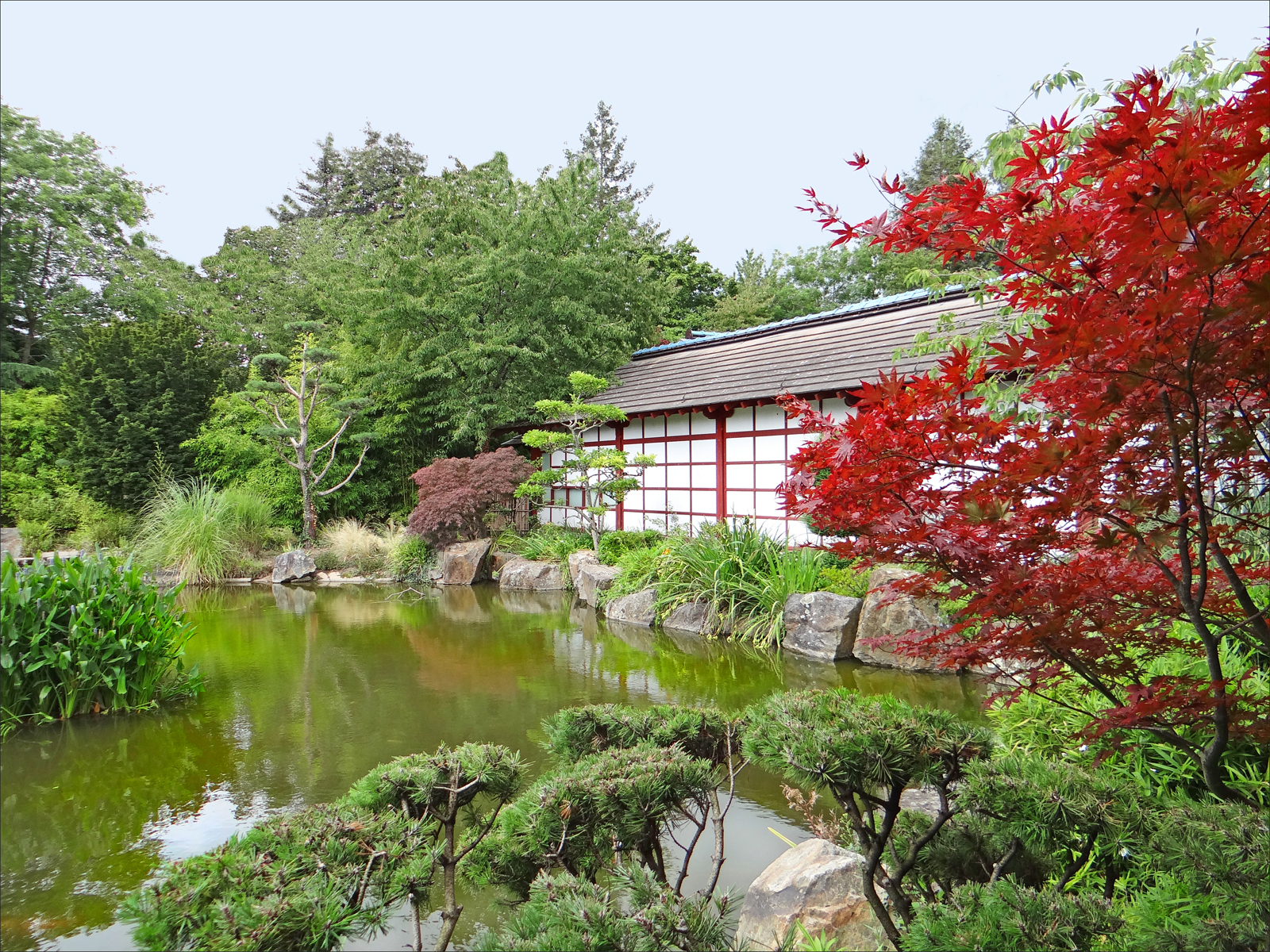
Jardí japonès de l'illa.

L'illa de Versalles (en francès île de Versailles) és una illa fluvial, parcialment artificial, del riu Erdre al seu pas per la ciutat de Nantes (França). Va ser construïda a partir dels materials d'excavació i dragatge obtinguts durant la construcció del canal de Nantes a Brest.

## Geografia
Amb una superfície d'1,7 hectàrees, l'illa és l'última del riu Erdre abans d'arribar a la desembocadura. Es troba a uns 400 metres del túnel de Sant Félix de Nantes, i està situada lleugerament més prop de la riba dreta que de l'esquerra. L'accés a l'illa es realitza a través d'un pont de pedra (situat al seu extrem sud) construït entorn de 1845, i també mitjançant dues passarel·les metàl·liques (una al sud-est i una altra al nord-oest) instal·lades el 1988.

## Història
La primera evidència de l'existència de l'illa és un plànol de 1761. En aquella època l'entorn de l'illa no era més que un paratge pantanós. No va ser fins al 1831 quan s'hi començaren a dipositar la runa obtinguda de les obres de construcció del canal de Nantes a Brest. El 1840 un empresari compra l'illa per revendre-la més endavant per parcel·les. Durant més d'un segle, l'illa va tenir molta activitat: s'hi van instal·lar bugaderies, fusteries, adoberies, forges i negocis de construcció de vaixells. L'illa va estar bastant abandonada des dels anys 1950 fins a 1986, any en el qual la ciutat va comprar totes les parcel·les i la va reconvertir en un jardí d'inspiració japonesa. El jardí es va inaugurar l'11 de setembre de 1987 i en l'actualitat compta amb una exuberant vegetació composta per bambús, xiprers dels pantans, rododendres, camèlies i cirerers japonesos.